# 국제사법위원회
국제사법위원회 또는 사법통일국제연구소(International Institute for the Unification of Private Law; UNIDROIT)는 독립된 국제기구로 국제 사법의 통일과 일관성을 높일 목적으로 설립된 단체이다. 특히 국가간 상법의 표준화에 힘쓰고 있으며 각종 협약및 조약을 작성하고 있다. 1926년 국제연맹의 하부조직으로 설립되었으며 현재 로마에 위치해 있다.

## 주요 업적
연구소가 1964년에 제정하여 확정 · 채택한 〈국제물품매매에 관한 통일법〉(A Convention relating to a Uniform Law for the International Sale of Goods, 1964 ; 이하 ‘ULIS’라 한다)과 〈국제물품매매계약의 성립에 관한 통일법〉(A Convention relating to a Uniform Law on the Formation of Contracts for the International Sale of Goods, 1964 ; 이하 ‘ULF’라 한다)은 국제 물품 매매 계약에 관한 국제 연합 협약의 기초자료라 할 수 있다.
그 밖에도 다음과 같은 조약 및 협약체결에 기여하였다.
- International Convention on Travel Contracts (Brussels, 1970)
- Convention providing a Uniform Law on the Form of an International Will (Washington, D.C., 1973)
- Convention on Agency in the International Sale of Goods (Geneva, 1983)
- UNIDROIT Convention on International Financial Leasing (Ottawa, 1988)
- UNIDROIT Convention on International Factoring (Ottawa, 1988)
- UNIDROIT Convention on Stolen or Illegally Exported Cultural Objects (Rome, 1995)
- Convention on International Interests in Mobile Equipment (Cape Town, 2001)
- Protocol to the Convention on International Interests in Mobile Equipment on Matters Specific to Aircraft Equipment (Cape Town, 2001)
- The Guide to International Master Franchise Arrangements (1998)
- The Model Franchise Disclosure Law (2002)
- Principles of International Commercial Contracts ((외부 링크)the Unidroit Principles of International Commercial Contracts)

## 회원국
현재 국제사법위원회는 63개국이 가입했다.
- 그리스
- 나이지리아
- 남아프리카 공화국
- 네덜란드
- 노르웨이
- 니카라과
- 대한민국
- 덴마크
- 독일
- 라트비아
- 러시아
- 루마니아
- 룩셈부르크
- 리투아니아
- 멕시코
- 몰타
- 미국
- 바티칸 시국
- 베네수엘라
- 벨기에
- 볼리비아
- 불가리아
- 브라질
- 사우디아라비아
- 산마리노
- 세르비아
- 스웨덴
- 스위스
- 스페인
- 슬로바키아
- 슬로베니아
- 아르헨티나
- 아일랜드
- 에스토니아
- 영국
- 오스트레일리아
- 오스트리아
- 우루과이
- 이라크
- 이란
- 이스라엘
- 이집트
- 이탈리아
- 인도
- 인도네시아
- 일본
- 중국
- 체코
- 칠레
- 캐나다
- 콜롬비아
- 쿠바
- 크로아티아
- 키프로스
- 튀르키예
- 튀니지
- 파라과이
- 파키스탄
- 포르투갈
- 폴란드
- 프랑스
- 핀란드
- 헝가리